# Herbert Kirchner
Herbert Kirchner (* 16. Mai 1937 in Lauscha) ist ein ehemaliger deutscher Biathlet.
Der Thüringer Kirchner vom ASK Vorwärts Oberhof wechselte 1958/59 vom Skilanglauf zum Patrouillenlauf und nahm 1960 in Squaw Valley mit der gesamtdeutschen Mannschaft an den Olympischen Winterspielen im Biathlon über 20 km teil. Da Biathlon erstmals auf dem olympischen Programm stand und Kirchner die Startnummer 1 zugelost wurde, ist er der erste Biathlet überhaupt, der im Biathlon bei Olympia an den Start ging. Er beendete das Rennen mit 4 Fehlschüssen auf dem 13. Platz. Nach seiner aktiven Karriere wurde er Biathlontrainer. Er wohnt in Zella-Mehlis.